# Portada/article juny 23

## Nit de Sant Joan
La Revetlla de Sant Joan, també anomenada popularment com la Nit del Foc, la Nit de les Bruixes o la Nit del Ros, és una celebració que es realitza arreu dels Països Catalans i més enllà, durant la nit entre el 23 i 24 de juny, una de les més curtes de l'any a causa de la proximitat del solstici d'estiu.
No és gens clar l'origen d'aquesta celebració. Hi ha qui hi veu un origen pagà anterior al cristianisme. Una mena de reminiscència de les festes per al solstici d'estiu. En canvi, n'hi ha que li veuen un origen burleta i alegre en el fet que és la nit més distant de la de Nadal i, per tant, hauria de ser la més maleïda i estimada pel diable.